# 우리즈라정
우리즈라정(瓜連町)은 이바라키현 나카군에 존속했던 정이다. 

## 역시
- 1889년 4월 1일 - 정촌제 시행으로 가와치군 우라즈라촌이 성립하였다.
- 1918년 - 우리즈라역이 개업하였다.
- 1934년 6월 10일 - 정으로 승격하였다.
- 1955년 3월 31일 - 우리즈라정과 시즈촌의 일부를 합병해 새로운 우리즈라정이 성립하였다.
- 2005년 1월 21일 - 나카정에 편입해 나카시로 승격하였다.

## 교통

### 철도
- 동일본 여객철도 ■스이군선

### 도로
- 국도 제118호선